# Ricardo Brancal
Ricardo Damman Rosa Duarte Brancal (* 17. Mai 1996 in Lissabon) ist ein portugiesischer Skirennläufer.

## Karriere
Brancal gab sein internationales Renndebüt am 16. Dezember 2011 bei einem FIS-Rennen in Klausberg. Sein erstes internationales Großereignis bestritt er im Februar 2013 bei den Weltmeisterschaften in Schladming, wobei er jedoch sowohl im Riesenslalom als auch im Slalom die Qualifikation für das Hauptrennen verpasste.
2018 wurde Brancal erstmals portugiesischer Meister im Slalom.
Sein bisher bestes Ergebnis erzielte Brancal bei den Olympischen Winterspielen 2022 in Peking mit Rang 37 im Riesenslalom. Dies ist zugleich das beste Ergebnis eines portugiesischen Skirennläufers bei Olympischen Winterspielen.

## Erfolge

### Olympische Winterspiele
- Peking 2022: 37. Riesenslalom, 39. Slalom

### Weltmeisterschaften
- Schladming 2013: DNQ Riesenslalom, DNQ Slalom
- St. Moritz 2017: 79. Slalom, 85. Riesenslalom
- Åre 2019: 48. Slalom
- Cortina d’Ampezzo 2021: 40. Riesenslalom, 41. Slalom
- Courchevel/Mèribel 2023: DNQ Slalom
- Saalbach 2025: DSQ Slalom

### Juniorenweltmeisterschaften
- Hafjell 2015: 52. Slalom, 69. Riesenslalom

### Universiade
- Krasnojarsk 2019: 53. Riesenslalom, DNF Slalom

### Weitere Erfolge
- Eine Platzierung unter den besten 10 bei einem FIS-Rennen
- Portugiesischer Meister im Slalom (2018)
- Bronze bei den portugiesischen Meisterschaften im Slalom (2025)